# 梁宁郡
梁宁郡，中国南北朝时设置的郡。
南朝梁普通年间置，治所在新阳县（西魏改名角陵县，在今湖北省京山市）。属新州，辖境相当今湖北省京山市一带。隋朝开皇初废。